# Bob Woolmer
Robert Andrew Woolmer, detto Bob (Kanpur, 14 maggio 1948 – Kingston, 18 marzo 2007), è stato un crickettista inglese, allenatore professionista di cricket e commentatore sportivo.

## Carriera
Ha giocato 19 Test Match e 6 One Day International per l'Inghilterra, in seguito ha ricoperto l'incarico di allenatore delle nazionali di Sudafrica e Pakistan. Il 18 marzo 2007, Woolmer morì improvvisamente in Giamaica, poche ore dopo l'eliminazione inaspettata della squadra del Pakistan dall'Irlanda durante la Coppa del Mondo di cricket 2007. Poco dopo, la polizia della Giamaica annunciò che sarebbe stata aperta un'inchiesta sulla morte di Woolmer. Nel novembre 2007, una giuria della Giamaica emise un verdetto in cui affermava che non c'era prova di atti criminali e pertanto il decesso è stato archiviato come dovuto a cause naturali.